# Katastrofa lotu TAROM 35
Katastrofa lotu TAROM 35 – katastrofa lotnicza, która wydarzyła się 4 lutego 1970 roku w górach Vlădeasa w północnozachodniej Rumunii. Samolot An-24 linii lotniczych TAROM rozbił się o zbocze góry podczas podejścia do lądowania w Oradei. Z 21 osób znajdujących się na pokładzie przeżyła zaledwie jedna.

## Przebieg i przyczyny wypadku
Samolotem, który uległ wypadkowi był wyprodukowany w 1967 roku An-24 należący do narodowych linii lotniczych Rumunii - TAROM, posiadał numery rejestracyjne YR-AMT. Tego dnia maszyna odbywała regularne krajowe połączenie na trasie Bukareszt-Oradea. Podczas podejścia do lądowania w Oradei kapitan Andrei Bretulescu omyłkowo stwierdził, iż znajduje się blisko lotniska i rozpoczął zniżanie w warunkach słabej widzialności, w rzeczywistości znajdując się około 73 kilometrów od pasa startowego. Samolot uderzył w zbocze góry ścinając pasmo drzew. Jak relacjonował jedyny ocalały z katastrofy Alexandru Sarkadi, większość pasażerów nie zmarła w wyniku katastrofy, tylko hipotermii, w oczekiwaniu na ratowników, którzy przybyli 3 dni później.